# Oxystomina affinis
Oxystomina affinis är en rundmaskart som beskrevs av Gerlach 1956. Oxystomina affinis ingår i släktet Oxystomina och familjen Oxystominidae. Inga underarter finns listade i Catalogue of Life.